# Astropecten orientalis
Astropecten orientalis är en sjöstjärneart som beskrevs av Doderlein 1917. Astropecten orientalis ingår i släktet Astropecten och familjen kamsjöstjärnor. Inga underarter finns listade i Catalogue of Life.